# Estación El Encantado

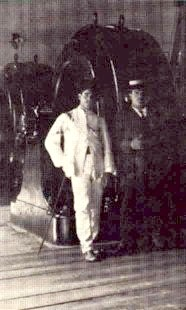
Estación El Encantado (1898)

La Estación El Encantado fue la primera central hidroeléctrica que suministro energía  eléctrica a la ciudad de Caracas. Inició sus actividades el 8 de agosto de 1897 y su administración estuvo a cargo de la Compañía Anónima Electricidad de Caracas fundada dos años antes en 1895 por el ingeniero Ricardo Zuloaga y estaba localizada al este de El Hatillo, estado Miranda – Venezuela al pie del Peñón de las Guacas y en la zona conocida como el Cañón del río Guaire. Esta planta fue la primera de su tipo en Latinoamérica y la segunda del continente

## Reseña histórica

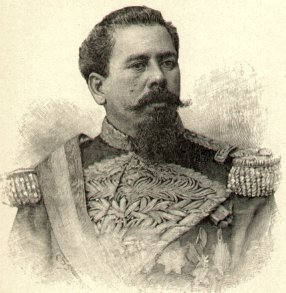
La inauguración contó con la asistencia del presidente General Joaquín Crespo

Con la instalación de estación hidroeléctrica El Encantado se inicia la etapa de iluminación eléctrica de la ciudad de Caracas y como tal dos eventos de importancia pasaran a formar parte de la historia de la ciudad: el primero de ellos es que de esta manera Caracas pasa a ser unas de las pocas ciudades del mundo que para esa época contaba con fluido eléctrico continuo producido mediante el aprovechamiento de corriente de agua, el segundo es que Caracas será la primera ciudad en Latinoamérica en recibir electricidad producida a distancia.  Al evento inaugural asistió presidente de la república el General Joaquín Crespo y ministros de obras públicas y de la defensa. Dicha planta se mantuvo en servicio hasta el año 1911, cuando se sustituyó por un solo generador de 400 kW.

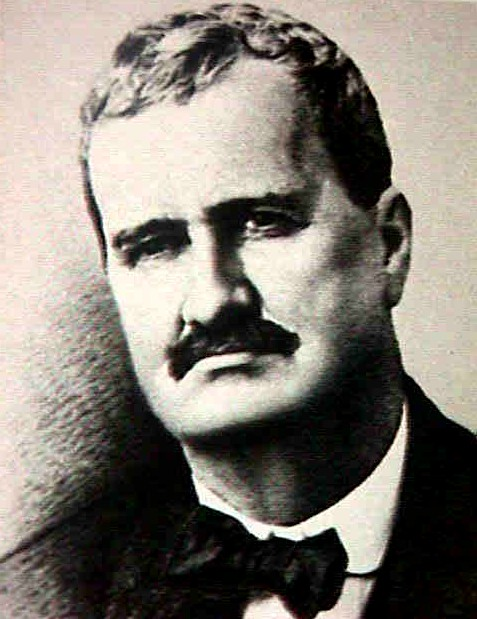
Ingeniero Ricardo Zuloaga

## Características
En cuanto edificaciones la planta estaba constituida por tres elementos. El primero de ellos en la parte alta la casa de máquinas de un sistema de trolley o teleférico de rieles, la vía férrea y la edificación de la planta en si que era donde se localizaban los sistemas de turbinas de potencia.
La estación El Encantado constaba de cuatro turbinas generadoras de 240 – 260 caballos cada una, sistema Girard de eje vertical, y dos de 20 y 40 caballos Sistema Jonvald destinadas a las excitadoras. De estas plantas partían dos líneas de conducción hasta un local en las inmediaciones de la estación del Ferrocarril Central de Venezuela donde se encontraban localizados los transformadores para iniciar así la distribución por la ciudad.

## Estampillas de la planta eléctrica El Encantado
Dos estampillas se han emitido en honor a esta planta eléctrica pionera en Venezuela la primera de ellas en el año 1968 y la segunda en 1995.   
En el año de 1968 el Correo de Venezuela emitió una serie de estampillas denominada electrificación del país; la segunda estampilla de dicha serie fue en honor a la planta eléctrica El Encantado, la estampilla consistió de una foto policromada de la estación, presentó un valor facial de 0,45 céntimos de Bolívar, impresa por Bundesdruckeri Berlín y perforación  14 x 13 1/2. Se emitieron 400000 piezas y fueron asignadas al Correo Aéreo.
Posteriormente en 1995 IPOSTEL emite una segunda estampilla asociada a la serie 100 años de la electricidad de Caracas en la que se presenta también una imagen policromada de la estación, presenta un valor facial de 35 céntimos de Bolívar, impresa por Gráficas Armitano, Caracas y perforación 12.